# Zelleria memorella
Zelleria memorella là một loài bướm đêm thuộc họ Yponomeutidae. Loài này có ở Úc, bao gồm Tasmania.